# Dialekt gaskoński

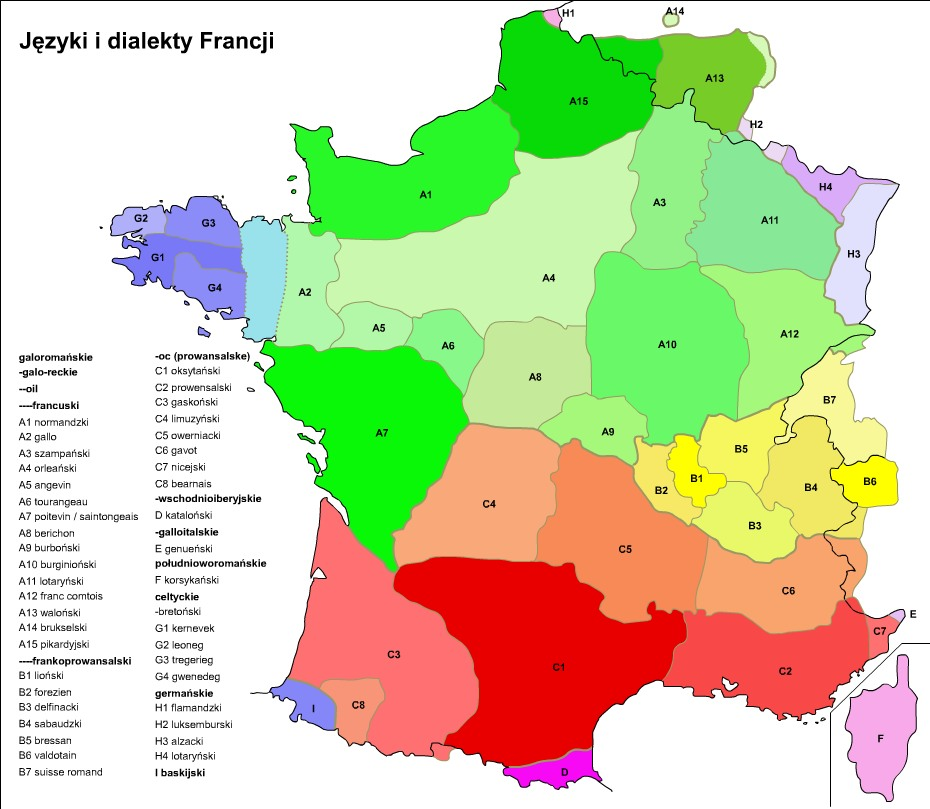
Języki i dialekty Francji

Dialekt gaskoński (gascon) – dialekt z grupy romańskiej, używany we Francji (Gaskonia) oraz w Hiszpanii (Val d’Aran). Jest uznawany za dialekt języka oksytańskiego. Odmiana używana w Vall d’Aran, zwana aranes, jest gwarą gaskońskiego. Obecnie zanikający.